# Codice Arundel 404

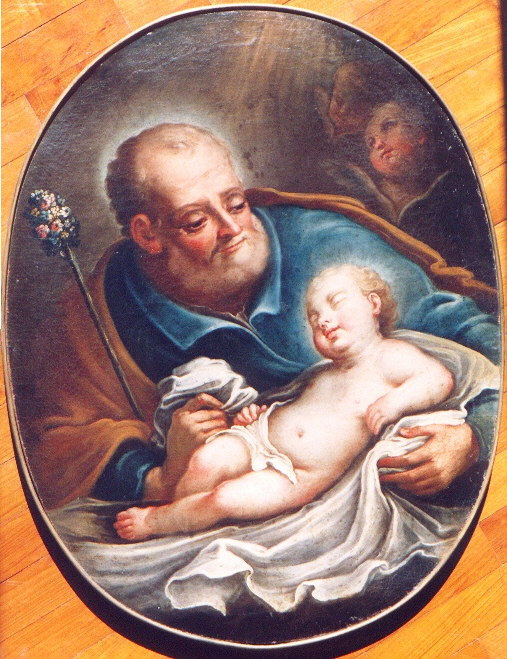
Ritratto di San Giuseppe con Gesù Bambino, ad opera di Liborio Marmorelli

Il Codice Arundel 404, noto anche come Liber de Infantia Salvatoris (Libro dell'infanzia del Salvatore) o Natività di Maria e di Gesù è un vangelo apocrifo scritto in latino verso il XIV secolo. Costituisce una variante del Protovangelo di Giacomo (II secolo). Il codice è conservato presso il British Museum.
Descrive la nascita miracolosa di Maria; la sua infanzia al tempio di Gerusalemme; il matrimonio miracoloso con Giuseppe; la nascita di Gesù.
Non va confuso con un altro testo apocrifo, il Libro sulla natività di Maria.